# Trận Kraśnik
Trận Kraśnik là một trận giao tranh giữa Quân đội Đế quốc Áo-Hung và Đế quốc Nga trong trận Galicia của cuộc Chiến tranh thế giới thứ nhất, diễn ra từ ngày 23 tháng 8 cho đến ngày 25 tháng 8 năm 1914. Trong trận đánh này, Tập đoàn quân số 1 của Áo dưới sự chỉ huy của tướng Victor Dankl đã bọc sườn và buộc Tập đoàn quân số 2 của Nga dưới quyền tướng Anton Jegorowitsch Saltza phải rút lui. Về mặt chiến thuật và chiến dịch, chiến thắng này chứng tỏ cơ cấu đào luyện của Tổng tham mưu trưởng Franz Graf Conrad von Hötzendorf trong thời bình và cho thấy những đội hình ban đầu của quân Áo-Hung không hề thua kém quân Nga. Các Sĩ quan Nga bị bắt làm tù binh trong trận Kraśnik đã mô tả về sức tấn công khủng khiếp của Quân đội Áo-Hung.
Ngoài ra, thắng lợi tại Kraśnik cũng đem lại cho Conrad một cơ hội để tìm kiếm sự định đoạt tình hình xa về phía Đông và là bước tiến đầu tiên trong kế hoạch hợp vây Siedlce ở miền Trung Ba Lan của ông. Thêm nữa, thất bại này đã dẫn đến việc Salza bị huyền chức. Sau thắng lợi, quân Áo bắt đầu tiến về Lublin. Chiến thắng này cũng khiến cho Dankl trở thành một trong những vị anh hùng đầu tiên của nước Áo trong chiến tranh và được phong cấp bậc quý tộc, khiến ông trở thành "Dankl von Kraśnik". Trên đà thắng lợi, Tập đoàn quân số 4 của Áo cũng gần như hợp vây Tập đoàn quân số 5 của Nga trong trận Komarów không lâu sau đó. Nhưng sau này những thắng lợi của quân Nga về phía Đông Tập đoàn quân số 1 của Áo đã buộc Dankl phải rút quân khỏi sông San về vùng Galicia thuộc Áo vào tháng 9 năm 1914.